# Rho Octantis
Rho Octantis (24 Octantis) é uma estrela na direção da constelação de Octans. Possui uma ascensão reta de 15h 43m 16.10s e uma declinação de −84° 27′ 55.8″. Sua magnitude aparente é igual a 5.57. Considerando sua distância de 217 anos-luz em relação à Terra, sua magnitude absoluta é igual a 1.45. Pertence à classe espectral A2V.